# ФК Јувентус
Фудбалски клуб Јувентус (итал. Juventus Football Club од лат. iuventūs — „младост, омладина”), колоквијално познат и као Јуве, јесте професионални италијански фудбалски клуб из града Торина у регији Пијемонт. Клуб је 1897. године основала скупина торинских студената, а од 1903. године клуб носи црне и бијеле пругасте дресове и домаће утакмице одиграва на различитим теренима око града, од којих је посљедњи Алијанц стадион са капацитетом од 41.507 мјеста. Клуб је освојио 36 званичних титула првака Лиге, 15 титула првака Купа и 9 титула државног Суперкупа, по чему је рекордер у свим овим такмичењима; освојио је и два Интерконтинентална купа, два Европска купа / Лиге шампиона УЕФА, један Куп побједника купова, држи државни рекорд од три УЕФА купа, два УЕФА суперкупа и један УЕФА Интертото куп. Према томе, клуб води на историјској ранг листи Фудбалског савеза Италије, док на међународном нивоу заузима четврто мјесто у Европи и осмо у свијету са највише конфедералних титула освојених са једанаест трофеја, водећи на Уефиној ранг листи током седам сезона од њеног оснивања 1979. године, према којој је најбољи италијански клуб и други европски.
Основан је са именом Спортски клуб Јувентус, првобитно као спортски клуб, други је најстарији и даље активан клуб такве врсте у земљи послије фудбалске секције Ђенове (основана 1893) и несметано се такмичи у највишој фудбалској лиги (реформулисана као Серија А од 1929) од свог дебитовања 1900. године, након што је промијенио име у Фудбалски клуб Јувентус, са изузетком сезоне 2006/07. Клубом готово непрекидно од 1923. године управља индустријска породица Ањели. Веза између Јувентуса и Ањелија је најстарија и најдужа у националним спортовима, чинећи тиме Јувентус првим професионалним спортским клубом у земљи, успостављајући се као главна сила на националној сцени од тридесетих година и на конфедералном нивоу од средине седамдесетих година 20. вијека, а средином деведесетих је постао један од првих десет најбогатијих у свјетском фудбалу према вриједности, приходима и профиту, од 2001. године се налази на Италијанској берзи.
Под руководством Ђованија Трапатонија, клуб је освојио 13 трофеја током десет година прије 1986. године, укључујући шест лигашких титула и пет међународних титула, чиме је постао први који је освојио сва три такмичења која организује Уефа: Европски куп, Куп побједника купова и УЕФА куп. Са узастопним освајањем Европског суперкупа 1984. и Интерконтиненталног купа 1985, постао је први и до сада једини на свијету који је освојио све конфедералне трофеје; достигнућа која су потврђена освајањем титуле УЕФА Интертото купа 1999. након успјешне ере предвођене Марчелом Липијем, од Јувентуса су направила једини професионални италијански клуб који је освојио свако текуће такмичење доступно првом тиму у организацији националног или међународног фудбалског савеза. У децембру 2000. године, клуб је био на седмом мјесту на историјској ранг листи Фифе најбољих клубова свијета, а девет година касније је рангиран као други најбољи клуб у Европи током 20. вијека на основу серије статистичких студија Међународне федерације фудбалске историје и статистике, што је највише достигнуће за иједан италијански клуб.
База навијача клуба је највећа на националном нивоу и једна је од највећих на свијету. За разлику од већине европских скупина спортских навијача, који се често окупљају око мјеста настанка њиховог клуба, скупина навијача Јувентуса је распрострањена по цијелој земљи и италијанској дијаспори, чинећи тиме Јувентус симболом антипарохијализма и италијанства. Клуб је дао и већину играча италијанској репрезентацији, а различите скупине његових играча предводиле су Азуре ка међународним успјесима, од којих су најважнија Свјетска првенства 1934, 1982. и 2006. године.

## Историја

### Почеци
Јувентус су као Спортски клуб Јувентус 1897. године основали ученици Класичног лицеја Масимо д’Азељио у Торину, али је послије двије године преименован у Фудбалски клуб Јувентус. Клуб се придружио Италијанском фудбалском првенству 1900. године. Године 1904, бизнисмен Марко Ајмоне-Марсан је оживио финансије Јувентуса, омогућивши тиме пребацивање тренинга са Пјеаца д’арми на прикладнији Велодром Умберто I. Током овог периода, тим је носио ружичасту и црну опрему. Јувентус је прву титулу првака лиге освојио 1905. године играјући на свом Велодрому Умберту I. У то вријеме клуб мијења своје боје у црне и бијеле пруге, по угледу на енглески ФК Нотс каунти.
У клубу 1906. године долази до раскола, јер су неки челници разматрали исељавање из Торина. Предсједнику Алфреду Дику се то није допало и заједно је са неким истакнутим играчима основао ФК Торино, чиме је створен чувени Дерби дела Моле. Јувентус је много времена провео у обнови након раскола, преживљавајући Први свјетски рат.

### Доминација у лиги
Едоардо Ањели, власник Фијата, стекао је контролу над клубом 1923. године и затим изградио нови стадион. То је помогло клубу да дође до другог скудета (лигашко првенство) у сезони 1925/26, након побједе над Албом Аудаче са крајњим резултатом 12 : 1 (голови Антонија Војака су били од суштинске важности у тој сезони). Клуб се успоставио као главна италијанска фудбалска сила од тридесетих година 20. вијека, поставши први професионални клуб и први клуб са децентрализованом базом навијача, што је довело до постизања рекорда од пет узастопних освојених италијанских првенстава (први је био под руководством Карла Коркана), формирајући језгро италијанске репрезентације током ере Виторија Поца, укључујући тим са Свјетског првенства 1934. године, са звијездама као што су Рајмундо Орси, Луиђи Бертолини, Ђовани Ферари, Луис Монти и остали.
Јувентус се преселио на стадион Комунале, али остатак тридесетих и већи дио четрдесетих година клуб није био у могућности да поврати доминацију у лиги. Након Другог свјетског рата, Ђани Ањели је изабран за почасног предсједника.  Клуб је током сезона 1949/50. и 1951/52. освојио још двије лиге, а током другог првенства био је под руководством Енглеза Џеса Карвера. Два нова нападача су потписала током сезоне 1957/58: Велшанин Џон Чарлс и италијански Аргентинац Омар Сивори, а играли су заједно са дугогодишњим играчем Ђампјером Бонипертијем. Током те сезоне Јувентус је награђен Златном звијездом за спортску изврсност коју су носили на својим дресовима, након што су постали први италијански клуб са 10 освојених лига. У истој сезони, Сивори је постао први играч у клубу који је постао Европски фудбалер године. Сљедеће сезоне, побједили су Фиорентину и тиме освојили Серију А и Куп Италије. Бониперти се повукао 1961. године као најбољи стријелац у клубу, са 182 постигнута гола у свим такмичењима, што је био клупски рекорд током 45 година.
Током посљедњег десетљећа, клуб је освојио лигу још једном у сезони 1966/67. Међутим, током седамдесетих година Јувентус је додатно ојачао свој положај у италијанском фудбалу. Под руководством бившег играча Честмира Вицпалека, освојио је скудето 1971/72. и 1972/73, са играчима као што су Роберто Бетега, Франко Каузио и Жозе Алтафини. Током остатка десетљећа, лигу је освојена још два пута, са значајним доприносом Гаетана Ширеа у одбрани. Касније побједа била је под Ђованијем Трапатонијем, који је предводио клуб у освајање његове прве велике европске титуле (Кул УЕФА) 1977. године, што је доприњело доминацији клуба осамдесетих година. Током Трапатонијевог периода, многи играчи Јувентуса чинили су кичму италијанске репрезентације током ере селетора Енца Беарцота, укључујући тимове на Свјетском првенству 1978, Европском првенству 1980. и Свјетском првенству 1982.

### Европска сцена
Трапатонијева ера је била веома успјешна осамдесетих година и клуб је десетљеће започео веома добро, освајајући титулу лиге још три пута узастопно до 1984. године. То је значило да је Јувентус освојио 20 титула у италијанској лиги и клубу је омогућено да дода другу златну звијезду на свој дрес, чиме је постао једини италијански клуб који је то постигао. Током овог периода, играчи Јувентуса су привукли велику пажњу, а Паоло Роси је проглашен Европским фудбалером године након његовог доприноса побједи Италије на Свјетском првенству 1982. године, гдје је именован Играчем првенства.
Француз Мишел Платини је такође добио награду Европског фудбалера године три године за редом 1983, 1984. и 1985, што је рекорд. Јувентус је једини клуб који је имао играче из свог клуба која су освојила награду четири године узастопно.
1982. Јувентус стиже до 20. титуле и друге звјездице (и до данашњег дана је једини италијански клуб који се може похвалити тим успјехом), а двије године касније и до титуле намјењене побједнику Купа Побједника Купова. Наредне године је освојен и први Куп Шампиона, али је тај успјех остао у сјенци чувене трагедије на финалном мечу против енглеског Ливерпула на стадиону Хејсел у Бриселу, када је живот изгубило 39 навијача, углавном присталица торинског клуба. Овом титулом је Јувентус постао први клуб који је у својим витринама имао пехаре сва 3 најзначајнија европска такмичења (касније су то успјели још само Ајакс, Бајерн Минхен, Челси и Манчестер јунајтед), а тих година су у екипи били и понајбољи европски играчи тог периода – Паоло Роси и Мишел Платини. Ипак, друга половина осамдесетих није донијела значајније успјехе клуба, а 1990. године Јувентус се сели на стадион Деле Алпи који је изграђен због Свјетског првенства које је исте године одржано у Италији.

### Друга Лига шампиона и први Суперкуп Италије
Готово деценијски пост се прекида доласком Марчела Липија на тренерску позицију средином деведесетих година прошлог вијека. Кључни играчи су били Роберто Бађо, Ђанлука Вијали, Ћиро Ферара, а тада се у екипи појавио и млади Алесандро дел Пјеро, по многима и најбољи фудбалер у Јувентусовој историји. Већ у првој сезони (1995) Липи осваја скудето, а у наредној и Лигу Шампиона, послије побједе над холандским Ајаксом у финалу. Интересантно је да је и у сљедеће двије сезоне Јувентус стизао до финала најјачег европског клупског такмичења, али ипак није успио да се окити трећом титулом првака Европе.
Иако је освајао титуле у домаћем шампионату, Липију се није дало да Јувентусу подари и још једну титулу европског првака – и 2003. године је клуб довео до финала овог такмичења, када се, након једанаестераца, ипак радовао други италијански клуб, Милан. Његовим одласком са тренерске функције (2004. године) завршена је и једна од најплоднијих тренерских прича у дугој Јувентусовој историји.

### СкландалКалчополи
2005. и 2006. године Јувентус осваја још двије титуле првака Италије (званично 28. и 29.), али је у мају 2006. године земљу потресла афера Калчополи. Јувентус је био један од 5 клубова оптужених за намјештање утакмица, а завршено је тако што су му одузете поменуте двије титуле и клуб је избачен у Серију Б. То су били најтежи тренуци у историји „Старе Даме“, међутим, понајвише захваљујући истинским фудбалским звијездама (Дел Пјеро, Недвед, Буфон, Трезеге, Каморанези, ...) које су остале вјерне клубу и у другој лиги, Јувентус се прошетао кроз другоразредно такмичење и експресно вратио у Серију А.

### Историјских девет узастопних лигашких титула уз четири узастопне дупле круне
У сезони 2011/12. Јувентус је дошао до 28. званичне титуле шампиона, прве након повратка у Серију А, која је, испоставиће се, била прекретница у италијанском прволигашком фудбалу и почетак вишегодишње доминације торинских црно-бијелих. Управа клуба је хтјела да у наредној сезони на дресове пришије и трећу звјездицу (за 30 "скудета"), имајући у виду да су и двије титуле које су одузете у скандалу "Калчополи" освојене на терену, али се ипак одустало од те намјере.
Већ у сезони 2012/2013. клуб долази до 29. "скудета", а у сезони 2013/14. и званично до 30. титуле шампиона. Сезона 2014/15. је уз 31. "скудето" коначно донијела и 10. трофеј у Купу Италије, чиме је Јувентус дошао до сребрне звјездице која се додјељује за десет тријумфа у најмасовнијем италијанском такмичењу. Пета узастопна титула првака Италије стигла је у сезони 2015/16, када је освојен и 11. трофеј у Купу Италије, па је Јувентус постао први клуб у Италији који је успио да одбрани дуплу круну.
Оба домаћа трофеја је Јувентус освојио и у сезони 2016/2017. Прво је по 12. пут освојен Куп новим тријумфом над екипом Лација што је био први случај да неки италијански клуб освоји овај трофеј три пута узастопно, а недуго потом је освојена и 33. титула првака Италије, односно шести узастопни "скудето" чиме је Јувентус поставио нови рекорд по броју везаних титула. Серија А је у сезони 2017/18. била веома узбудљива, јер је Наполи практично до самог краја држао корак за Торинезима, али је и поред тога Јувентус на крају четврти пут узастопно освојио дуплу круну. 13. Куп Италије је освојен у Риму још једним тријумфом над екипом Милана, да би само три дана касније на истом мјесту у дуелу са Ромом освојен и седми узастопни "скудето". Осма узастопна титула шампиона Италије је доминантно освојена чак пет кола прије краја сезоне 2018/2019. након побједе над Фиорентином на домаћем терену, али је Куп изгубљен већ у четвртфиналу поразом од Аталанте. Девети узастопни "скудето" је стигао тек крајем јула 2020. године након побједе над Сампдоријом, у сезони која је била на три мјесеца заустављена због пандемије коронавируса.
У сезони 2020/21. је овај феноменалан низ прекинут, пошто је екипа играла промјенљиво током читаве године и на крају је тек у посљедњем колу успјела да претекне Наполи на четвртом мјесту и тако ипак обезбиједи учешће у Лиги шампиона. Као утјеха освојени су 14. трофеј у купу (побједом над Аталантом у финалу од 2:1) и 9. трофеј у суперкупу Италије (тријумфом над Наполијем од 2:0). Након двије сезоне без трофеја Јувентус у сезони 2023/24. долази до свог 15. славља у купу Италије још једном побједом над Аталантом у финалу (овај пута резултатом 1:0).

## Успјеси
| Тип           | Такмичење                         | Титуле  | Сезоне |
| ------------- | --------------------------------- | ------- | --- |
| Домаће        | Серија А                          | 36 (38) | 1905, 1925/26, 1930/31, 1931/32, 1932/33, 1933/34, 1934/35, 1949/50, 1951/52, 1957/58, 1959/60, 1960/61, 1966/67, 1971/72, 1972/73, 1974/75, 1976/77, 1977/78, 1980/81, 1981/82, 1983/84, 1985/86, 1994/95, 1996/97, 1997/98, 2001/02, 2002/03, 2004/05, 2005/06, 2011/12, 2012/13, 2013/14, 2014/15, 2015/16, 2016/17, 2017/18, 2018/19, 2019/20 |
| Домаће        | Серија Б                          | 1       | 2006/07. |
| Домаће        | Куп Италије                       | 15      | 1937/38, 1941/42, 1958/59, 1959/60, 1964/65, 1978/79, 1982/83, 1989/90, 1994/95, 2014/15, 2015/16, 2016/17, 2017/18, 2020/21, 2023/24. |
| Домаће        | Суперкуп Италије                  | 9       | 1995, 1997, 2002, 2003, 2012, 2013, 2015, 2018, 2020. |
| Континентално | Европски куп / УЕФА Лига шампиона | 2       | 1984/85, 1995/96. |
| Континентално | УЕФА Куп побједника купова        | 1       | 1983/84. |
| Континентално | Куп УЕФА                          | 3       | 1976/77, 1989/90, 1992/93. |
| Континентално | Европски суперкуп / УЕФА суперкуп | 2       | 1984, 1996. |
| Континентално | УЕФА Интертото куп                | 1       | 1999. |
| Свјетско      | Интерконтинентални куп            | 2       | 1985, 1996. |
| Свјетско      | Међународни куп шампиона          | 1       | 2016. |

- Рекорд

### Финала међународних купова
Куп европских шампиона / Лига шампиона
| 1972/73. | Ајакс             | 1-0       | Јувентус    |
| 1982/83. | Хамбургер         | 1-0       | Јувентус    |
| 1984/85. | Јувентус          | 1-0       | Ливерпул    |
| 1995/96. | Ајакс             | 1-1 (2-4) | Јувентус    |
| 1996/97. | Борусија Дортмунд | 3-1       | Јувентус    |
| 1997/98. | Јувентус          | 0-1       | Реал Мадрид |
| 2002/03. | Јувентус          | 0-0 (2-3) | Милан       |
| 2014/15. | Јувентус          | 1-3       | Барселона   |
| 2016/17. | Јувентус          | 1-4       | Реал Мадрид |

Куп побједника купова
| 1983/84. | Јувентус | 2-1 | Порто |

Куп УЕФА
| 1976/77. | Јувентус          | 1-0, 1-2 | Атлетик Билбао |
| 1989/90. | Јувентус          | 3-1, 0-0 | Фиорентина     |
| 1992/93. | Борусија Дортмунд | 1-3, 0-3 | Јувентус       |
| 1994/95. | Парма             | 1-0, 1-1 | Јувентус       |

Куп сајамских градова
| 1964/65. | Јувентус | 0-1      | Ференцварош   |
| 1970/71. | Јувентус | 2-2, 1-1 | Лидс јунајтед |

Суперкуп Европе / УЕФА суперкуп
| 1984. | Јувентус        | 2-0      | Ливерпул |
| 1996. | Пари Сен Жермен | 1-6, 1-3 | Јувентус |

Интертото куп
| 1999. | Јувентус | 2-0, 2-2 | Рен |

Интерконтинентални куп
| 1973. | Јувентус | 0-1       | Индепендијенте     |
| 1985. | Јувентус | 2-2 (4-2) | Аргентинос Јуниорс |
| 1996. | Јувентус | 1-0       | Ривер Плејт        |

## Хронологија
| \| \| - 1897. ◦ 1. новембра основан Sport Club Juventus, опрема розе са црном краватом и црним шорцевима. - 1898. ◦ Клуб не учествује у националном првенству. - 1899. ◦ Клуб мијења име у Foot-Ball Club Juventus. Не учествује у националном првенству. - 1900. ◦ 3. по реду Италијанско федерално првенство и прво учешће Јувентуса, који не пролази регионалну групу Пијемонт. - 1901. ◦ Полуфинале Федералног првенства. - 1902. ◦ Испадање у плеј-офу регионалне групе Пијемонт. - 1903. ◦ Нова боја дресова је црно-бијела. Финале Федералног првенства. - 1904. ◦ Финале Федералног првенства. - 1905. ◦ Шампион Италије (1. титула). - 1906. ◦ Сукоби у клубу и формирање Foot-Ball Club Torina. 2. у завршној групи првенства иза Milan Foot-Ball Cluba. - 1907. ◦ 2. мјесто у регионалној групи Пијемонт. - 1908. ◦ Освајач Федералног првенства ФИФ-а (1. титула). 2. мјесто у доигравању екипа из регије Пијемонт. - 1909. ◦ Освајач Федералног првенства ФИФ-а (2. титула). 3. мјесто у елиминаторној фази регионалне групе Пијемонт. - 1909/10 ◦ 3. мјесто на крају првенства. - 1910/11 ◦ 9. мјесто у групи регија Лигурија, Ломбардија и Пијемонт. - 1911/12 ◦ 8. мјесто у групи регија Лигурија, Ломбардија и Пијемонт. - 1912/13 ◦ 6. мјесто у регионалној групи Пијемонт, за наредну сезону клуб је пребачен у групу регије Ломбардија. - 1913/14 ◦ 2. мјесто у регионалној групи Ломбардија; 4. мјесто у регионалној групи сјевера Италије. - 1914/15 ◦ 2. мјесто у групи Б Националног првенства цијеле Италије (група средишњи Пијемонт); 3. мјесто у групи А полуфинала првенства Италије. - 1915/16 ◦ 1. мјесто у регионалној групи Пијемонт и 2. мјесто у завршној групи Федералног купа. - 1916–1919. ◦ Престанак свих званичних такмичења због Првог свјетског рата. - 1919/20 ◦ 1. мјесто у групи А регије Пијемонт; 1. мјесто у групи Б полуфинала првенства и 2. мјесто у завршној групи првенства Италије. - 1920/21 ◦ 4. мјесто у елиминаторној групи регије Пијемонт. - 1921/22 ◦ 6. мјесто у групи А Прве дивизије Confederazione Calcistica Italiana. - 1922/23 ◦ 5. мјесто у групи Б Прве дивизије. - 1923. ◦ 23. јула породице Ањели улази у клуб. - 1923/24 ◦ 5. мјесто у групи А Прве дивизије. - 1924/25 ◦ 3. мјесто у групи Б Прве дивизије. - 1925/26 ◦ Шампион Италије (2. титула). - 1926/27 ◦ 3. мјесто у завршној групи Националне дивизије. Елиминација у 4. кругу Купа Италије који је тада прекинут одлуком ФИГЦ-а због непостизања договора за одигравање већине мечева. - 1927/28 ◦ 3. мјесто у завршној групи Националне дивизије. - 1928/29 ◦ 2. мјесто у групи Б Националне дивизије. Четвртина финала Митропа купа. - 1929. ◦ Оснивање јединственог првенства, Серија А. - 1929/30 ◦ 3. мјесто на крају сезоне у Серији А. - 1930/31 ◦ Шампион Италије (3. титула). Четвртина финала Митропа купа. - 1931/32 ◦ Шампион Италије (4. титула). Полуфинале Митропа купа. - 1932/33 ◦ Шампион Италије (5. титула). Полуфинале Митропа купа. - 1933/34 ◦ Шампион Италије (6. титула). Полуфинале Митропа купа. - 1934/35 ◦ Шампион Италије (7. титула). Полуфинале Митропа купа. - 1935/36 ◦ 5. мјесто у Серији А. Четвртина финала Купа Италије. - 1936. ◦ Италијанизација тадашњег фашистичког режима је условила да се из имена клуба избацио Foot-Ball Club. - 1936/37 ◦ 5. мјесто у Серији А. Осмина финала Купа Италије. - 1937/38 ◦ 2. мјесто у Серији А. Освајач Купа Италије (1. титула). Полуфинале Митропа купа. - 1938/39 ◦ 8. мјесто у Серији А. Осмина финала Купа Италије. - 1939/40 ◦ 3. мјесто у Серији А. Полуфинале Купа Италије. - 1940/41 ◦ 5. мјесто у Серији А. Осмина финала Купа Италије. - 1941/42 ◦ 6. мјесто у Серији А. Освајач Купа Италије (2. титула). - 1943. ◦ Клубу се у имену додаје Cisitalia. - 1942/43 ◦ 3. мјесто у Серији А. Осмина финала Купа Италије. - 1943–1945. ◦ Престанак свих званичних такмичења због Другог свјетског рата. - 1944 ◦ 2. мјесто у елиминаторној групи регија Пијемонт и Лигурија; 2. мјесто у полуфиналној групи регија Пијемонт, Лигурија и Ломбардија тадашњег првенства Сјеверне Италије. - 1945. ◦ Клуб враћа назив Juventus Football Club. - 1945/46 ◦ 2. мјесто у завршној групи Националној дивизији. - 1946/47 ◦ 2. мјесто у Серији А. - 1947/48 ◦ 3. мјесто у Серији А. - 1948/49 ◦ 4. мјесто у Серији А. - 1949/50 ◦ Шампион Италије (8. титула). - 1950/51 ◦ 3. мјесто у Серији А. Финале Копа Рија. - 1951/52 ◦ Шампион Италије (9. титула). 3. мјесто на Латинском Купу. - 1952/53 ◦ 2. мјесто у Серији А. - 1953/54 ◦ 2. мјесто у Серији А. - 1954/55 ◦ 7. мјесто у Серији А. - 1955/56 ◦ 12. мјесто у Серији А. - 1956/57 ◦ 9. мјесто у Серији А. - 1957/58 ◦ Шампион Италије (10. титула). Полуфинале Купа Италије. - 1958/59 ◦ 3. мјесто у Серији А. Освајач Купа Италије (3. титула). Шеснаестина финала Купа шампиона. - 1959/60 ◦ Шампион Италије (11. титула). Освајач Купа Италије (4. титула). - 1960/61 ◦ Шампион Италије (12. титула). Полуфинале Купа Италије. Шеснаестина финала Купа шампиона. - 1961/62 ◦ 12. мјесто у Серији А. Полуфинале Купа Италије. Четвртина финала Купа шампиона. - 1962/63 ◦ 2. мјесто у Серији А. Четвртина финала Купа Италије. - 1963/64 ◦ 5. мјесто у Серији А. Полуфинале Купа Италије. Четвртина финала Купа сајамских градова. - 1964/65 ◦ 4. мјесто у Серији А. Освајач Купа Италије (5. титула). Финале Купа сајамских градова. - 1965/66 ◦ 5. мјесто у Серији А. Полуфинале Купа Италије. Шеснаестина финала Купа побједника купова. - 1966/67 ◦ Шампион Италије (13. титула). Полуфинале Купа Италије. Четвртина финала Купа сајамских градова. - 1967. ◦27. јуна Juventus Football Club постаје дионичарско друштво. - 1967/68 ◦ 3. мјесто у Серији А. 1. круг Купа Италије. Полуфинале Купа шампиона. - 1968/69 ◦ 5. мјесто у Серији А. Четвртина финала Купа Италије. Шеснаестина финала Купа сајамских градова. - 1969/70 ◦ 3. мјесто у Серији А. Четвртина финала Купа Италије. Шеснаестина финала Купа сајамских градова. - 1970/71 ◦ 4. мјесто у Серији А. Први круг Купа Италије. Финале Купа сајамских градова. - 1971/72 ◦ Шампион Италије (14. титула). Полуфинална група Купа Италије. Четвртина финала Купа УЕФА. - 1972/73 ◦ Шампион Италије (15. титула). Финале Купа Италије. Финале Купа шампиона. - 1973/74 ◦ 2. мјесто у Серији А. Полуфинална група Купа Италије. Шеснаестина финала Купа шампиона. Финале Интерконтиненталног купа. - 1974/75 ◦ Шампион Италије (16. титула). Полуфинална група Купа Италије. Полуфинале Купа УЕФА. - 1975/76 ◦ 2. мјесто у Серији А. Осмина финала Купа шампиона. - 1976/77 ◦ Шампион Италије (17. титула). Освајач Купа УЕФА (1. титула). Полуфинална група Купа Италије. - 1977/78 ◦ Шампион Италије (18. титула). Полуфинална група Купа Италије. Полуфинале Купа шампиона. - 1978/79 ◦ 3. мјесто у Серији А. Освајач Купа Италије (6. титула). Осмина финала Купа шампиона. - 1979/80 ◦ 2. мјесто у Серији А. Полуфинале Купа Италије. Полуфинале Купа побједника купова. \| \| - 1980/81 ◦ Шампион Италије (19. титула). Полуфинале Купа Италије. Осмина финала Купа УЕФА. Финале Torneo di Capodanno. - 1981/82 ◦ Шампион Италије (20. титула). Осмина финала Купа шампиона. - 1982/83 ◦ 2. мјесто у Серији А. Освајач Купа Италије (7. титула). Финале Купа шампиона. - 1983/84 ◦ Шампион Италије (21. титула). Освајач Купа побједника купова (1. титула). Осмина финала Купа Италије. - 1984/85 ◦ 6. мјесто у Серији А. Освајачи Суперкупа Европе (1. титула). Шампион Европе (1. титула). - 1985/86 ◦ Шампион Италије (22. титула). Клупски Шампион свијета (1. титула). Осмина финала Купа Италије. Четвртина финала Купа шампиона. - 1986/87 ◦ 2. мјесто у Серији А. Четвртина финала Купа Италије. Осмина финала Купа шампиона. - 1987/88 ◦ 6. мјесто у Серији А. Полуфинале Купа Италије. Шеснаестина финала Купа УЕФА. - 1988. ◦12. јула Јувентус у Женеви, Швајцарска, прима награду од УЕФА-е за први тим који је освојио сва три главна континентална такмичења. - 1988/89 ◦ 4. мјесто у Серији А. 2. круг Купа Италије. Четвртина финала Купа УЕФА. - 1989/90 ◦ 4. мјесто у Серији А. Освајач Купа Италије (8. титула). Освајач Купа УЕФА (2. титула). - 1990/91 ◦ 7. мјесто у Серији А. Четвртина финала Купа Италије. Полуфинале Купа побједника купова. Пораз у Суперкупу Италије. - 1991/92 ◦ 2. мјесто у Серији А. Финале Купа Италије. - 1992/93 ◦ 4. мјесто у Серији А. Освајач Купа УЕФА (3. титула). Полуфинале Купа Италије. - 1993/94 ◦ 2. мјесто у Серији А. Шеснаестина финала Купа Италије. Четвртина финала Купа УЕФА. - 1994/95 ◦ Шампион Италије (23. титула). Освајач Купа Италије (9. титула). Финале Купа УЕФА. - 1995/96 ◦ 2. мјесто у Серији А. Шампион Европе (2. титула). Освајач Суперкупа Италије (1. титула). Осмина финала Купа Италије. - 1996/97 ◦ Шампион Италије (24. титула). Освајач Суперкупа Европе (2. титула). Клупски Шампион свијета (2. титула). Четвртина финала Купа Италије. Финале Лиге Шампиона. - 1997. ◦1. новембра сто година од оснивања Јувентус Football Club. - 1997/98 ◦ Шампион Италије (25. титула). Освајач Суперкупа Италије (2. титула). Полуфинале Купа Италије. Финале Лиге Шампиона. - 1998/99 ◦ 7. мјесто у Серији А. Четвртина финала Купа Италије. Полуфинале Лиге Шампиона. Пораз у Суперкупу Италије. - 1999/00 ◦ 2. мјесто у Серији А. Освајач Интертото Купа (1. титула). Четвртина финала Купа Италије. Осмина финала Купа УЕФА. - 2000. ◦23. децембар ФИФА Јувентус ставила на 7. мјесто (прво од италијанских клубова) на листи најуспјешнијих клубова 20. вијека. - 2000/01 ◦ 2. мјесто у Серији А. Осмина финала Купа Италије. Прва фаза Лиге Шампиона. - 2001. ◦3. децембар. Акције Juventus Football Club S.p.A постају доступне на италијанској Берзи. - 2001/02 ◦ Шампион Италије (26. титула). Финале Купа Италије. Друга фаза Лиге Шампиона. - 2002/03 ◦ Шампион Италије (27. титула). Освајач Суперкупа Италије (3. титула). Четвртина финала Купа Италије. Финале Лиге Шампиона. - 2003/04 ◦ 3. мјесто у Серији А. Освајач Суперкупа Италије (4. титула). Финале Купа Италије. Осмина финала Лиге Шампиона. - 2004/05 ◦ 1. мјесто у Серији А (титула одузета).[19] Осмина финала Купа Италије. Четвртина финала Лиге Шампиона. - 2005/06 ◦ 20. мјесто у Серији А, због одузимања бодова (претходно Јувентус сезону завршио на 1. мјесту), испадање у Серију Б. Четвртина финала Купа Италије. Четвртина финала Лиге Шампиона. Пораз у Суперкупу Италије. - 2006/07 ◦ 1. мјесто у Серији Б, улазак у Серију А. Шеснаестина финала Купа Италије. - 2007/08 ◦ 3. мјесто у Серији А. Четвртина финала Купа Италије. - 2008/09 ◦ 2. мјесто у Серији А. Полуфинале Купа Италије. Осмина финала Лиге Шампиона. - 2009. ◦ 10. септембар Јувентус се нашао на другом мјесту (најбоље пласиран од италијанских клубова) на листи најбољих европских клубова у 20. вијеку према истраживању ИФФХС-а. - 2009/10 ◦ 7. мјесто у Серији А. Четвртина финала Купа Италије. Прва фаза Лиге Шампиона. Осмина финала Лиге Европе. - 2010/11 ◦ 7. мјесто у Серији А. Четвртина финала Купа Италије. Прва фаза Лиге Европе. - 2011/12 ◦ Шампион Италије (30/28. титула). Финале Купа Италије. - 2012/13 ◦ Шампион Италије (31/29. титула). Освајач Суперкупа Италије (5. титула). Полуфинале Купа Италије. Четвртфинале Лиге Шампиона. - 2013/14 ◦ Шампион Италије (32/30. титула). Освајач Суперкупа Италије (6. титула). Четвртфинале Купа Италије. Прва фаза Лиге Шампиона. Полуфинале Лиге Европе. - 2014/15 ◦ Шампион Италије (33/31. титула). Освајач Купа Италије (10. титула). Финале Лиге Шампиона. Пораз у Суперкупу Италије. - 2015/16 ◦ Шампион Италије (34/32. титула). Освајач Купа Италије (11. титула). Освајач Суперкупа Италије (7. титула). Осмина финала Лиге Шампиона. - 2016/17 ◦ Шампион Италије (35/33. титула). Освајач Купа Италије (12. титула). Финале Лиге Шампиона. Пораз у Суперкупу Италије. - 2017/18 ◦ Шампион Италије (36/34. титула). Освајач Купа Италије (13. титула). Четвртфинале Лиге Шампиона. Пораз у Суперкупу Италије. - 2018/19 ◦ Шампион Италије (37/35. титула). Освајач Суперкупа Италије (8. титула). Четвртфинале Купа Италије. Четвртфинале Лиге Шампиона. - 2019/20 ◦ Шампион Италије (38/36. титула). Финале Купа Италије. Осмина финала Лиге Шампиона. Пораз у Суперкупу Италије. - 2020/21 ◦ 4. мјесто у Серији А. Освајач Купа Италије (14. титула). Освајач Суперкупа Италије (9. титула). Осмина финала Лиге Шампиона. - 2021/22 ◦ 4. мјесто у Серији А. Финале Купа Италије. Пораз у Суперкупу Италије. Осмина финала Лиге Шампиона. - 2022/23 ◦ 7. мјесто у Серији А (одузето 10 поена у току сезоне). Полуфинале Купа Италије. Прва фаза Лиге Шампиона. Полуфинале Лиге Европе. - 2023/24 ◦ 3. мјесто у Серији А. Освајач Купа Италије (15. титула). - 2024/25 ◦ 4. мјесто у Серији А. Четвртфинале Купа Италије. Плеј-оф Лиге Шампиона. Осмина финала Свјетског клупског првенства. \| | |  | |
| | - 1897. ◦ 1. новембра основан Sport Club Juventus, опрема розе са црном краватом и црним шорцевима. - 1898. ◦ Клуб не учествује у националном првенству. - 1899. ◦ Клуб мијења име у Foot-Ball Club Juventus. Не учествује у националном првенству. - 1900. ◦ 3. по реду Италијанско федерално првенство и прво учешће Јувентуса, који не пролази регионалну групу Пијемонт. - 1901. ◦ Полуфинале Федералног првенства. - 1902. ◦ Испадање у плеј-офу регионалне групе Пијемонт. - 1903. ◦ Нова боја дресова је црно-бијела. Финале Федералног првенства. - 1904. ◦ Финале Федералног првенства. - 1905. ◦ Шампион Италије (1. титула). - 1906. ◦ Сукоби у клубу и формирање Foot-Ball Club Torina. 2. у завршној групи првенства иза Milan Foot-Ball Cluba. - 1907. ◦ 2. мјесто у регионалној групи Пијемонт. - 1908. ◦ Освајач Федералног првенства ФИФ-а (1. титула). 2. мјесто у доигравању екипа из регије Пијемонт. - 1909. ◦ Освајач Федералног првенства ФИФ-а (2. титула). 3. мјесто у елиминаторној фази регионалне групе Пијемонт. - 1909/10 ◦ 3. мјесто на крају првенства. - 1910/11 ◦ 9. мјесто у групи регија Лигурија, Ломбардија и Пијемонт. - 1911/12 ◦ 8. мјесто у групи регија Лигурија, Ломбардија и Пијемонт. - 1912/13 ◦ 6. мјесто у регионалној групи Пијемонт, за наредну сезону клуб је пребачен у групу регије Ломбардија. - 1913/14 ◦ 2. мјесто у регионалној групи Ломбардија; 4. мјесто у регионалној групи сјевера Италије. - 1914/15 ◦ 2. мјесто у групи Б Националног првенства цијеле Италије (група средишњи Пијемонт); 3. мјесто у групи А полуфинала првенства Италије. - 1915/16 ◦ 1. мјесто у регионалној групи Пијемонт и 2. мјесто у завршној групи Федералног купа. - 1916–1919. ◦ Престанак свих званичних такмичења због Првог свјетског рата. - 1919/20 ◦ 1. мјесто у групи А регије Пијемонт; 1. мјесто у групи Б полуфинала првенства и 2. мјесто у завршној групи првенства Италије. - 1920/21 ◦ 4. мјесто у елиминаторној групи регије Пијемонт. - 1921/22 ◦ 6. мјесто у групи А Прве дивизије Confederazione Calcistica Italiana. - 1922/23 ◦ 5. мјесто у групи Б Прве дивизије. - 1923. ◦ 23. јула породице Ањели улази у клуб. - 1923/24 ◦ 5. мјесто у групи А Прве дивизије. - 1924/25 ◦ 3. мјесто у групи Б Прве дивизије. - 1925/26 ◦ Шампион Италије (2. титула). - 1926/27 ◦ 3. мјесто у завршној групи Националне дивизије. Елиминација у 4. кругу Купа Италије који је тада прекинут одлуком ФИГЦ-а због непостизања договора за одигравање већине мечева. - 1927/28 ◦ 3. мјесто у завршној групи Националне дивизије. - 1928/29 ◦ 2. мјесто у групи Б Националне дивизије. Четвртина финала Митропа купа. - 1929. ◦ Оснивање јединственог првенства, Серија А. - 1929/30 ◦ 3. мјесто на крају сезоне у Серији А. - 1930/31 ◦ Шампион Италије (3. титула). Четвртина финала Митропа купа. - 1931/32 ◦ Шампион Италије (4. титула). Полуфинале Митропа купа. - 1932/33 ◦ Шампион Италије (5. титула). Полуфинале Митропа купа. - 1933/34 ◦ Шампион Италије (6. титула). Полуфинале Митропа купа. - 1934/35 ◦ Шампион Италије (7. титула). Полуфинале Митропа купа. - 1935/36 ◦ 5. мјесто у Серији А. Четвртина финала Купа Италије. - 1936. ◦ Италијанизација тадашњег фашистичког режима је условила да се из имена клуба избацио Foot-Ball Club. - 1936/37 ◦ 5. мјесто у Серији А. Осмина финала Купа Италије. - 1937/38 ◦ 2. мјесто у Серији А. Освајач Купа Италије (1. титула). Полуфинале Митропа купа. - 1938/39 ◦ 8. мјесто у Серији А. Осмина финала Купа Италије. - 1939/40 ◦ 3. мјесто у Серији А. Полуфинале Купа Италије. - 1940/41 ◦ 5. мјесто у Серији А. Осмина финала Купа Италије. - 1941/42 ◦ 6. мјесто у Серији А. Освајач Купа Италије (2. титула). - 1943. ◦ Клубу се у имену додаје Cisitalia. - 1942/43 ◦ 3. мјесто у Серији А. Осмина финала Купа Италије. - 1943–1945. ◦ Престанак свих званичних такмичења због Другог свјетског рата. - 1944 ◦ 2. мјесто у елиминаторној групи регија Пијемонт и Лигурија; 2. мјесто у полуфиналној групи регија Пијемонт, Лигурија и Ломбардија тадашњег првенства Сјеверне Италије. - 1945. ◦ Клуб враћа назив Juventus Football Club. - 1945/46 ◦ 2. мјесто у завршној групи Националној дивизији. - 1946/47 ◦ 2. мјесто у Серији А. - 1947/48 ◦ 3. мјесто у Серији А. - 1948/49 ◦ 4. мјесто у Серији А. - 1949/50 ◦ Шампион Италије (8. титула). - 1950/51 ◦ 3. мјесто у Серији А. Финале Копа Рија. - 1951/52 ◦ Шампион Италије (9. титула). 3. мјесто на Латинском Купу. - 1952/53 ◦ 2. мјесто у Серији А. - 1953/54 ◦ 2. мјесто у Серији А. - 1954/55 ◦ 7. мјесто у Серији А. - 1955/56 ◦ 12. мјесто у Серији А. - 1956/57 ◦ 9. мјесто у Серији А. - 1957/58 ◦ Шампион Италије (10. титула). Полуфинале Купа Италије. - 1958/59 ◦ 3. мјесто у Серији А. Освајач Купа Италије (3. титула). Шеснаестина финала Купа шампиона. - 1959/60 ◦ Шампион Италије (11. титула). Освајач Купа Италије (4. титула). - 1960/61 ◦ Шампион Италије (12. титула). Полуфинале Купа Италије. Шеснаестина финала Купа шампиона. - 1961/62 ◦ 12. мјесто у Серији А. Полуфинале Купа Италије. Четвртина финала Купа шампиона. - 1962/63 ◦ 2. мјесто у Серији А. Четвртина финала Купа Италије. - 1963/64 ◦ 5. мјесто у Серији А. Полуфинале Купа Италије. Четвртина финала Купа сајамских градова. - 1964/65 ◦ 4. мјесто у Серији А. Освајач Купа Италије (5. титула). Финале Купа сајамских градова. - 1965/66 ◦ 5. мјесто у Серији А. Полуфинале Купа Италије. Шеснаестина финала Купа побједника купова. - 1966/67 ◦ Шампион Италије (13. титула). Полуфинале Купа Италије. Четвртина финала Купа сајамских градова. - 1967. ◦27. јуна Juventus Football Club постаје дионичарско друштво. - 1967/68 ◦ 3. мјесто у Серији А. 1. круг Купа Италије. Полуфинале Купа шампиона. - 1968/69 ◦ 5. мјесто у Серији А. Четвртина финала Купа Италије. Шеснаестина финала Купа сајамских градова. - 1969/70 ◦ 3. мјесто у Серији А. Четвртина финала Купа Италије. Шеснаестина финала Купа сајамских градова. - 1970/71 ◦ 4. мјесто у Серији А. Први круг Купа Италије. Финале Купа сајамских градова. - 1971/72 ◦ Шампион Италије (14. титула). Полуфинална група Купа Италије. Четвртина финала Купа УЕФА. - 1972/73 ◦ Шампион Италије (15. титула). Финале Купа Италије. Финале Купа шампиона. - 1973/74 ◦ 2. мјесто у Серији А. Полуфинална група Купа Италије. Шеснаестина финала Купа шампиона. Финале Интерконтиненталног купа. - 1974/75 ◦ Шампион Италије (16. титула). Полуфинална група Купа Италије. Полуфинале Купа УЕФА. - 1975/76 ◦ 2. мјесто у Серији А. Осмина финала Купа шампиона. - 1976/77 ◦ Шампион Италије (17. титула). Освајач Купа УЕФА (1. титула). Полуфинална група Купа Италије. - 1977/78 ◦ Шампион Италије (18. титула). Полуфинална група Купа Италије. Полуфинале Купа шампиона. - 1978/79 ◦ 3. мјесто у Серији А. Освајач Купа Италије (6. титула). Осмина финала Купа шампиона. - 1979/80 ◦ 2. мјесто у Серији А. Полуфинале Купа Италије. Полуфинале Купа побједника купова. |  | - 1980/81 ◦ Шампион Италије (19. титула). Полуфинале Купа Италије. Осмина финала Купа УЕФА. Финале Torneo di Capodanno. - 1981/82 ◦ Шампион Италије (20. титула). Осмина финала Купа шампиона. - 1982/83 ◦ 2. мјесто у Серији А. Освајач Купа Италије (7. титула). Финале Купа шампиона. - 1983/84 ◦ Шампион Италије (21. титула). Освајач Купа побједника купова (1. титула). Осмина финала Купа Италије. - 1984/85 ◦ 6. мјесто у Серији А. Освајачи Суперкупа Европе (1. титула). Шампион Европе (1. титула). - 1985/86 ◦ Шампион Италије (22. титула). Клупски Шампион свијета (1. титула). Осмина финала Купа Италије. Четвртина финала Купа шампиона. - 1986/87 ◦ 2. мјесто у Серији А. Четвртина финала Купа Италије. Осмина финала Купа шампиона. - 1987/88 ◦ 6. мјесто у Серији А. Полуфинале Купа Италије. Шеснаестина финала Купа УЕФА. - 1988. ◦12. јула Јувентус у Женеви, Швајцарска, прима награду од УЕФА-е за први тим који је освојио сва три главна континентална такмичења. - 1988/89 ◦ 4. мјесто у Серији А. 2. круг Купа Италије. Четвртина финала Купа УЕФА. - 1989/90 ◦ 4. мјесто у Серији А. Освајач Купа Италије (8. титула). Освајач Купа УЕФА (2. титула). - 1990/91 ◦ 7. мјесто у Серији А. Четвртина финала Купа Италије. Полуфинале Купа побједника купова. Пораз у Суперкупу Италије. - 1991/92 ◦ 2. мјесто у Серији А. Финале Купа Италије. - 1992/93 ◦ 4. мјесто у Серији А. Освајач Купа УЕФА (3. титула). Полуфинале Купа Италије. - 1993/94 ◦ 2. мјесто у Серији А. Шеснаестина финала Купа Италије. Четвртина финала Купа УЕФА. - 1994/95 ◦ Шампион Италије (23. титула). Освајач Купа Италије (9. титула). Финале Купа УЕФА. - 1995/96 ◦ 2. мјесто у Серији А. Шампион Европе (2. титула). Освајач Суперкупа Италије (1. титула). Осмина финала Купа Италије. - 1996/97 ◦ Шампион Италије (24. титула). Освајач Суперкупа Европе (2. титула). Клупски Шампион свијета (2. титула). Четвртина финала Купа Италије. Финале Лиге Шампиона. - 1997. ◦1. новембра сто година од оснивања Јувентус Football Club. - 1997/98 ◦ Шампион Италије (25. титула). Освајач Суперкупа Италије (2. титула). Полуфинале Купа Италије. Финале Лиге Шампиона. - 1998/99 ◦ 7. мјесто у Серији А. Четвртина финала Купа Италије. Полуфинале Лиге Шампиона. Пораз у Суперкупу Италије. - 1999/00 ◦ 2. мјесто у Серији А. Освајач Интертото Купа (1. титула). Четвртина финала Купа Италије. Осмина финала Купа УЕФА. - 2000. ◦23. децембар ФИФА Јувентус ставила на 7. мјесто (прво од италијанских клубова) на листи најуспјешнијих клубова 20. вијека. - 2000/01 ◦ 2. мјесто у Серији А. Осмина финала Купа Италије. Прва фаза Лиге Шампиона. - 2001. ◦3. децембар. Акције Juventus Football Club S.p.A постају доступне на италијанској Берзи. - 2001/02 ◦ Шампион Италије (26. титула). Финале Купа Италије. Друга фаза Лиге Шампиона. - 2002/03 ◦ Шампион Италије (27. титула). Освајач Суперкупа Италије (3. титула). Четвртина финала Купа Италије. Финале Лиге Шампиона. - 2003/04 ◦ 3. мјесто у Серији А. Освајач Суперкупа Италије (4. титула). Финале Купа Италије. Осмина финала Лиге Шампиона. - 2004/05 ◦ 1. мјесто у Серији А (титула одузета). Осмина финала Купа Италије. Четвртина финала Лиге Шампиона. - 2005/06 ◦ 20. мјесто у Серији А, због одузимања бодова (претходно Јувентус сезону завршио на 1. мјесту), испадање у Серију Б. Четвртина финала Купа Италије. Четвртина финала Лиге Шампиона. Пораз у Суперкупу Италије. - 2006/07 ◦ 1. мјесто у Серији Б, улазак у Серију А. Шеснаестина финала Купа Италије. - 2007/08 ◦ 3. мјесто у Серији А. Четвртина финала Купа Италије. - 2008/09 ◦ 2. мјесто у Серији А. Полуфинале Купа Италије. Осмина финала Лиге Шампиона. - 2009. ◦ 10. септембар Јувентус се нашао на другом мјесту (најбоље пласиран од италијанских клубова) на листи најбољих европских клубова у 20. вијеку према истраживању ИФФХС-а. - 2009/10 ◦ 7. мјесто у Серији А. Четвртина финала Купа Италије. Прва фаза Лиге Шампиона. Осмина финала Лиге Европе. - 2010/11 ◦ 7. мјесто у Серији А. Четвртина финала Купа Италије. Прва фаза Лиге Европе. - 2011/12 ◦ Шампион Италије (30/28. титула). Финале Купа Италије. - 2012/13 ◦ Шампион Италије (31/29. титула). Освајач Суперкупа Италије (5. титула). Полуфинале Купа Италије. Четвртфинале Лиге Шампиона. - 2013/14 ◦ Шампион Италије (32/30. титула). Освајач Суперкупа Италије (6. титула). Четвртфинале Купа Италије. Прва фаза Лиге Шампиона. Полуфинале Лиге Европе. - 2014/15 ◦ Шампион Италије (33/31. титула). Освајач Купа Италије (10. титула). Финале Лиге Шампиона. Пораз у Суперкупу Италије. - 2015/16 ◦ Шампион Италије (34/32. титула). Освајач Купа Италије (11. титула). Освајач Суперкупа Италије (7. титула). Осмина финала Лиге Шампиона. - 2016/17 ◦ Шампион Италије (35/33. титула). Освајач Купа Италије (12. титула). Финале Лиге Шампиона. Пораз у Суперкупу Италије. - 2017/18 ◦ Шампион Италије (36/34. титула). Освајач Купа Италије (13. титула). Четвртфинале Лиге Шампиона. Пораз у Суперкупу Италије. - 2018/19 ◦ Шампион Италије (37/35. титула). Освајач Суперкупа Италије (8. титула). Четвртфинале Купа Италије. Четвртфинале Лиге Шампиона. - 2019/20 ◦ Шампион Италије (38/36. титула). Финале Купа Италије. Осмина финала Лиге Шампиона. Пораз у Суперкупу Италије. - 2020/21 ◦ 4. мјесто у Серији А. Освајач Купа Италије (14. титула). Освајач Суперкупа Италије (9. титула). Осмина финала Лиге Шампиона. - 2021/22 ◦ 4. мјесто у Серији А. Финале Купа Италије. Пораз у Суперкупу Италије. Осмина финала Лиге Шампиона. - 2022/23 ◦ 7. мјесто у Серији А (одузето 10 поена у току сезоне). Полуфинале Купа Италије. Прва фаза Лиге Шампиона. Полуфинале Лиге Европе. - 2023/24 ◦ 3. мјесто у Серији А. Освајач Купа Италије (15. титула). - 2024/25 ◦ 4. мјесто у Серији А. Четвртфинале Купа Италије. Плеј-оф Лиге Шампиона. Осмина финала Свјетског клупског првенства. |

## Тренутни састав
Ажурирано: 20. август 2025.
| Бр. |             | Позиција | Играч               |
| --- | ----------- | -------- | ------------------- |
| 1   | Италија     | Г        | Матија Перин        |
| 3   | Бразил      | О        | Глејсон Бремер      |
| 4   | Италија     | О        | Федерико Гати       |
| 5   | Италија     | С        | Мануел Локатели     |
| 6   | Енглеска    | О        | Лојд Кели           |
| 7   | Португалија | Н        | Франсиско Консеисао |
| 8   | Холандија   | С        | Тен Копмајнерс      |
| 9   | Србија      | Н        | Душан Влаховић      |
| 10  | Турска      | Н        | Кенан Јилдиз        |
| 11  | Аргентина   | Н        | Николас Гонзалез    |
| 12  | Бразил      | С        | Артур Мело          |
| 14  | Пољска      | Н        | Аркадјуш Милик      |
| 15  | Француска   | О        | Пјер Калулу         |
| 16  | Италија     | Г        | Микеле Ди Грегорио  |
| 17  | Црна Гора   | С        | Василије Аџић       |

| Бр. |                           | Позиција | Играч            |
| --- | ------------------------- | -------- | ---------------- |
| 18  | Србија                    | С        | Филип Костић     |
| 19  | Француска                 | С        | Кефрен Тирам     |
| 21  | Италија                   | С        | Фабио Мирети     |
| 22  | Сједињене Америчке Државе | С        | Вестон Мекени    |
| 23  | Италија                   | Г        | Карло Пинсољо    |
| 24  | Италија                   | О        | Данијеле Ругани  |
| 25  | Португалија               | О        | Жоао Марио       |
| 26  | Бразил                    | С        | Даглас Луиз      |
| 27  | Италија                   | С        | Андреа Камбијазо |
| 30  | Канада                    | Н        | Џонатан Дејвид   |
| 32  | Колумбија                 | О        | Хуан Кабал       |
| 33  | Португалија               | О        | Тијаго Ђало      |
| 37  | Италија                   | О        | Николо Савона    |
| 40  | Шведска                   | О        | Јонас Руи        |

## Тренери
| Период      | Држава                                           | Име                           |
| ----------- | ------------------------------------------------ | ----------------------------- |
| 1923 – 1926 | Краљевина Мађарска                               | Јене Карољ                    |
| 1926 – 1928 | Краљевина Мађарска                               | Јожеф Виола                   |
| 1928 – 1930 | Шкотска                                          | Џорџ Еткин                    |
| 1930 – 1935 | Краљевина Италија                                | Карло Каркано                 |
| 1935        | Краљевина Италија · Краљевина Италија            | Карло Бигато Бенедето Гола    |
| 1935 – 1939 | Краљевина Италија                                | Вирђинио Розета               |
| 1939 – 1941 | Краљевина Италија                                | Умберто Калигарис             |
| 1941        | Краљевина Италија                                | Федерико Мунерати             |
| 1941 – 1942 | Краљевина Италија                                | Ђовани Ферари                 |
| 1942        | Аргентина · Краљевина Италија                    | Луис Монти                    |
| 1942 – 1946 | Краљевина Италија                                | Феличе Борел                  |
| 1946 – 1948 | Италија                                          | Ренато Ћезарини               |
| 1948 – 1949 | Шкотска                                          | Вилијам Чалмерс               |
| 1949 – 1951 | Енглеска                                         | Џес Карвер                    |
| 1951        | Италија                                          | Луиђи Бертолини               |
| 1951 – 1953 | Мађарска                                         | Ђерђ Шароши                   |
| 1953 – 1955 | Италија                                          | Алдо Оливијери                |
| 1955 – 1957 | Италија                                          | Сандро Пупо                   |
| 1957 – 1959 | Социјалистичка Федеративна Република Југославија | Љубиша Броћић                 |
| 1959        | Италија                                          | Теобалдо Депетрини            |
| 1959 – 1961 | Италија                                          | Ренато Ћезарини               |
| 1961        | Италија                                          | Карло Парола                  |
| 1961        | Шведска · Чешка                                  | Гунар Грен Јулијус Коростелев |
| 1961 – 1962 | Италија                                          | Карло Парола                  |
| 1962 – 1964 | Бразил                                           | Пауло Амарал                  |
| 1964        | Италија                                          | Ералдо Монцељо                |
| 1964 – 1969 | Парагвај                                         | Ериберто Ерера                |

| Период       | Држава    | Име                 |
| ------------ | --------- | ------------------- |
| 1969 – 1970  | Аргентина | Луис Карниља        |
| 1970         | Италија   | Ерколе Рабити       |
| 1970 – 1971  | Италија   | Армандо Пики        |
| 1971 – 1974  | Чешка     | Честмир Вицпалек    |
| 1974 – 1976  | Италија   | Карло Парола        |
| 1976 – 1986  | Италија   | Ђовани Трапатони    |
| 1986 – 1988  | Италија   | Рино Маркези        |
| 1988 – 1990  | Италија   | Дино Зоф            |
| 1990 – 1991  | Италија   | Луиђи Маифреди      |
| 1991 – 1994  | Италија   | Ђовани Трапатони    |
| 1994 – 1999  | Италија   | Марчело Липи        |
| 1999 – 2001  | Италија   | Карло Анћелоти      |
| 2001 – 2004  | Италија   | Марчело Липи        |
| 2004 – 2006  | Италија   | Фабио Капело        |
| 2006 – 2007  | Француска | Дидије Дешам        |
| 2007         | Италија   | Ђанкарло Корадини   |
| 2007 – 2009  | Италија   | Клаудио Ранијери    |
| 2009 – 2010  | Италија   | Чиро Ферара         |
| 2010         | Италија   | Алберто Закерони    |
| 2010 – 2011  | Италија   | Луиђи Делнери       |
| 2011 – 2014  | Италија   | Антонио Конте       |
| 2014 – 2019  | Италија   | Масимилијано Алегри |
| 2019 – 2020  | Италија   | Маурицио Сари       |
| 2020 – 2021  | Италија   | Андреа Пирло        |
| 2021 – 2024  | Италија   | Масимилијано Алегри |
| 2024         | Уругвај   | Паоло Монтеро       |
| 2024 – 2025  | Италија   | Тијаго Мота         |
| 2025 – данас | Хрватска  | Игор Тудор          |

## Предсједници
| Период      | Држава            | Име                                         |
| ----------- | ----------------- | ------------------------------------------- |
| 1897 – 1898 | Краљевина Италија | Еугенио Канфари                             |
| 1898 – 1901 | Краљевина Италија | Енрико Канфари                              |
| 1901 – 1902 | Краљевина Италија | Карло Фавале                                |
| 1903 – 1904 | Краљевина Италија | Ђакомо Парвопасу                            |
| 1905 – 1906 | Швајцарска        | Алфред Дик                                  |
| 1907 – 1910 | Краљевина Италија | Карло Виторио Варети                        |
| 1911 – 1912 | Краљевина Италија | Атилио Убертали                             |
| 1913 – 1915 | Швајцарска        | Ђузепе Хес                                  |
| 1915 – 1918 | Краљевина Италија | Ђоакино Армано Фернандо Ница Сандро Замбели |
| 1919 – 1920 | Краљевина Италија | Корадо Корадини                             |
| 1920 – 1923 | Краљевина Италија | Ђино Оливети                                |
| 1923 – 1935 | Краљевина Италија | Едоардо Ањели                               |
| 1935 – 1936 | Краљевина Италија | Ђовани Мацонис                              |

| Период       | Држава            | Име                                             |
| ------------ | ----------------- | ----------------------------------------------- |
| 1936 – 1941  | Краљевина Италија | Емилио де ла Форест де Дивоне                   |
| 1941 – 1947  | Краљевина Италија | Пјетро Дузио                                    |
| 1947 – 1954  | Италија           | Ђовани Ањели                                    |
| 1954 – 1955  | Италија           | Енрико Кравери Нино Кравето Марчело Ђустинијани |
| 1955 – 1962  | Италија           | Умберто Ањели                                   |
| 1962 – 1971  | Италија           | Виторе Катела                                   |
| 1971 – 1990  | Италија           | Ђампјеро Бониперти                              |
| 1990 – 2003  | Италија           | Виторио Каизоти ди Кјузано                      |
| 2003 – 2006  | Италија           | Францо Гранде Стивенс                           |
| 2006 – 2009  | Италија           | Ђовани Коболи Ђиљи                              |
| 2009 – 2010  | Француска         | Жан-Клод Блан                                   |
| 2010 – 2023  | Италија           | Андреа Ањели                                    |
| 2023 – данас | Италија           | Ђанлука Фереро                                  |

## Произвођачи опреме и спонзори
| Период       | Произвођач опреме                          | Спонзор на дресу    |
| ------------ | ------------------------------------------ | ------------------- |
| 1979 – 1989  | Kappa                                      | Ariston             |
| 1989 – 1992  | Upim                                       |                     |
| 1992 – 1995  | Danone                                     |                     |
| 1995 – 1998  | Sony / Sony Minidisc                       |                     |
| 1998 – 1999  | D+Libertà digitale / Tele+                 |                     |
| 1999 – 2000  | CanalSatellite / D+Libertà digitale / Sony |                     |
| 2000 – 2001  | Ciao Web / Lotto                           | Sportal.com / Tele+ |
| 2001 – 2002  | Lotto                                      | FASTWEB / Tu Mobile |
| 2002 – 2003  | FASTWEB / Tamoil                           |                     |
| 2003 – 2004  | Nike                                       |                     |
| 2004 – 2005  | SKY Italia / Tamoil                        |                     |
| 2005 – 2007  | Tamoil                                     |                     |
| 2007 – 2010  | New Holland FIAT Group                     |                     |
| 2010 – 2012  | BetClic / Balocco                          |                     |
| 2012 – 2015  | Jeep                                       |                     |
| 2015 – 2024  | Adidas                                     |                     |
| 2024 – 2025  | Save the Children                          |                     |
| 2025 – данас | Jeep, Visit Detroit                        |                     |